# Marianca-Mare, Cetatea Albă
Marianca-Mare (în ucraineană Великомар'янівка, transliterat: Velîkomareanivka) este un sat în comuna Marazlăveni din raionul Cetatea Albă, regiunea Odesa, Ucraina.

## Demografie
Componența lingvistică a localității Marianca-Mare
     Ucraineană (93,15%)
     Rusă (3,49%)
     Română (1,94%)
     Alte limbi (0,26%)
Conform recensământului din 2001, majoritatea populației localității Marianca-Mare era vorbitoare de ucraineană (93,15%), existând în minoritate și vorbitori de rusă (3,49%) și română (1,94%).